# Martinsville (Indiana)
Martinsville település az Amerikai Egyesült Államok Indiana államában, Morgan megyében, melynek megyeszékhelye is. Lakosainak száma 11 932 fő (2020. április 1.).

## Népesség
A település népességének változása:

| 2010 | 11 828 |
| 2020 | 11 932 |